# 奥太巴伏击战
奥太巴伏击战是发生于2014年2月26日的一场伏击行动。行动中政府军成功重创了恐怖组织“努斯拉陣線”。

## 伏击经过
叙利亚政府军对于本次行动的计划早在两个星期前就开始了，当时叙利亚军事情报部门监听到了努斯拉阵线人员在约旦和卡拉蒙山区之间的通信。努斯拉阵线的指挥官阿布·穆罕默德·约拉尼，计划安排一组超过250人队伍，从派拉蒙山区前往约旦的马弗拉克。在该计划中，努斯拉阵线成员将在夜间行军，以避免被亲政府武装发现，并且也可以避开交通堵塞。截获情报后，叙利亚政府军开始在该地区布置埋伏圈，并沿着奥太巴胡的周边的公路上埋设地雷。
大约在上午12点00分，来自努斯拉阵线與“伊斯蘭陣線”的反对派武装开始出发前往约旦，但他们不知道他们即将遭到伏击。车队按照约拉尼之前的计划，在进入东古塔前停止前进，队伍开始步行前进。
大约在夜间2:45分，反对派武装到达了奥太巴，他们剩下要做的就是穿越东南方一片荒凉的沙漠然后安全地进入约旦。武装分子不知道刚刚进入一个长达1百码的雷区，他们开始加快步伐往边境方向前进。突然，整个雷区开始爆炸，武装分子的队列陷入一片混乱。残余的武装分子企图逃出雷区，但是由于是在晚上，使得他们很难避开地雷。当现场恢复平静之后，叙利亚政府军开始使用迫击炮弹消灭幸存者。据报道大部分武装分子来自沙烏地阿拉伯、卡塔尔和车臣。
起初叙利亚政府军统计的是175名叛乱分子在袭击中丧生。后来，这个数字扩大为192人死亡，58人受伤或被俘。这起伏击是由黎巴嫩真主党领导。

## 媒体报道
一段展示伏击经过的录像显示政府军设置了两次爆炸，其中第一次爆炸造成了大部分的伤亡。
黎巴嫩真主党的电视台报道称这伙反对派武装正试图突破东古塔地区的围困以加入德拉或卡拉蒙山区的战斗。
反对派武装组织“伊斯兰军”声称这些死者都是正试图逃离政府军的包围的平民，并声称他们没有损失一名武装分子。